# Musée Koishikawa de l'ukiyo-e

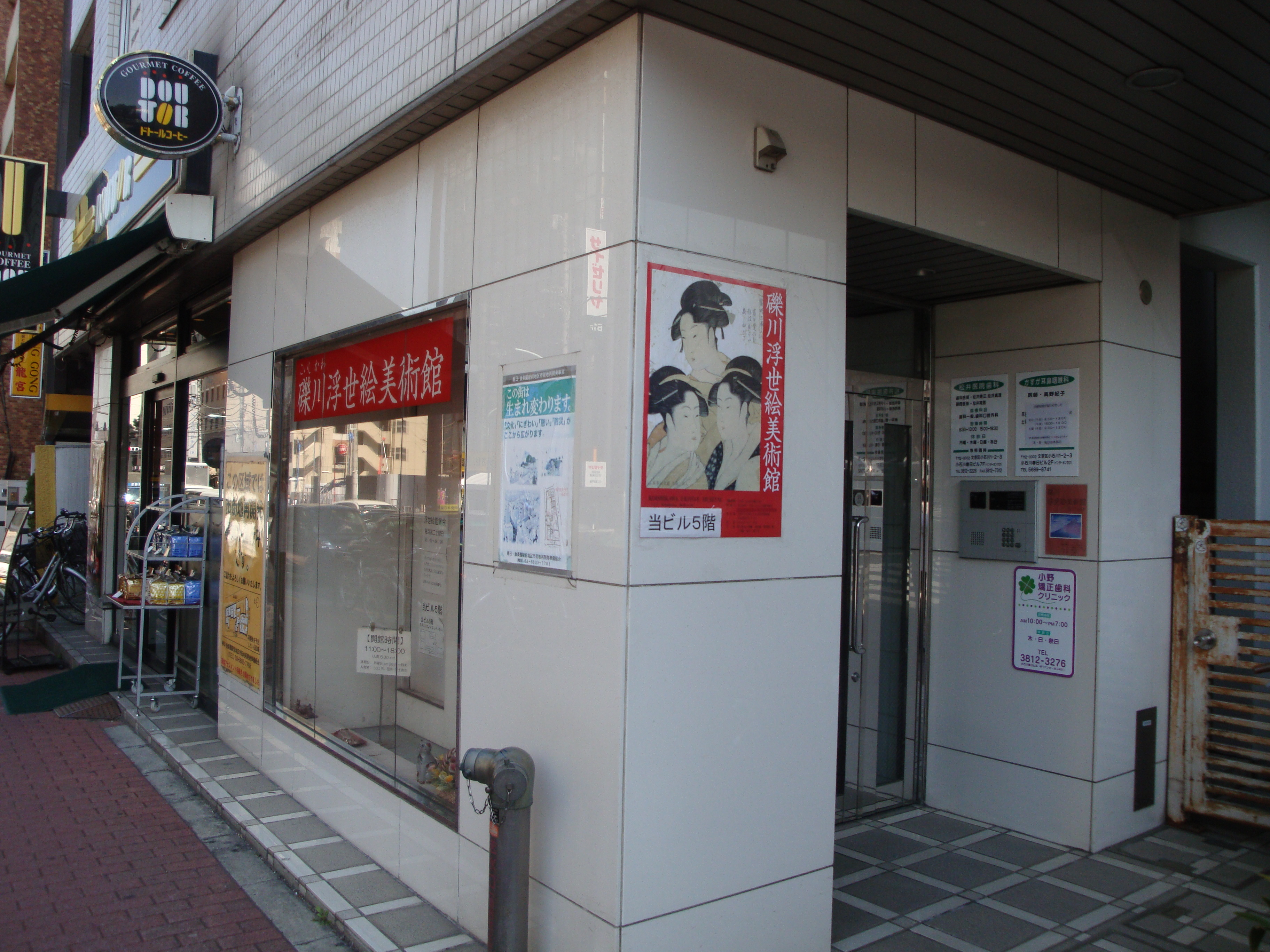
Entrée du musée Koishikawa de l'ukiyo-e

Le musée Koishikawa de l'ukiyo-e (礫川浮世絵美術館, Koishikawa Ukiyo-e Bijutsukan) se trouve dans l'arrondissement de Bunkyō à Tokyo au Japon. Ses collections comprennent des peintures du genre ukiyo-e de l'époque d'Edo, en particulier des estampes d'Utamaro, Hokusai et Hiroshige. Chaque mois, le musée change d'exposition ukiyo-e. Ce petit musée a ouvert en novembre 1998, son objectif est de promouvoir la compréhension de la culture de l'ukiyo-e.
Le musée se trouve à environ 2 minutes à pied de la gare de Kōrakuen, près du Bunkyō Civic Center. 

## Source de la traduction
- (en) Cet article est partiellement ou en totalité issu de l’article de Wikipédia en anglais intitulé « Koishikawa Ukiyo-e Art Museum » (voir la liste des auteurs).